# Christian Ngan
Christian Ngan, né le 23 décembre 1983 à Douala au Cameroun, est un homme d'affaires, financier, industriel, auteur, compositeur, producteur de musique et écrivain,, camerounais.

## Biographie

### Origines familiales et études
Christian est né le 23 décembre 1983 à Douala mais a passé la majorité de son enfance dans la ville de Yaoundé,,. En 2002, après le baccalauréat, il poursuit ses études France. Il commence en sciences économiques à l'Université Paris II Panthéon-Assas, puis obtient une licence et une maîtrise en gestion, ensuite un master 2 en affaires Internationales de l'Université Paris 1 Panthéon-Sorbonne,.
En 2010, il obtient également un master en ingénierie financière de l'EMLYON Business School à Lyon. Christian est également un ancien du Global Strategic Leadership Program de la Wharton School obtenu en 2017 et de l'Agribusiness Program de la Harvard Business School en 2018.

### Carrière
Christian Ngan possède Adlyn Holdings, et Madlyn Cazalis Group,,, opérant dans le domaine du cosmetique naturel, l'industrie, les biens de consommations, l'agribusiness et l'immobilier. La société conçoit, fabrique, transporte des produits cosmétiques naturels, opérant essentiellement en Afrique Centrale et Afrique de l'Ouest avec plus de 300 distributeurs (supermarchés, pharmacies et instituts de beauté).
Il a été listé deux fois consécutives (2014 and 2015) dans le magazine Forbes comme l'un des 30 Jeunes Entrepreneurs les plus prometteurs en Afrique, faisant de lui le premier homme d'affaires camerounais à apparaître dans un classement du magazine Forbes,,,,. Il a été classé dans le Choiseul 100 Africa classé par Young People in International Affairs (YPIA) dans le "Top 35 des Africains de moins de 35 ans en 2014", listé parmi les trois entrepreneurs les plus influents au Cameroun, le Top 40 des visionnaires africains, Top 100 African Doers et nommé en tant que Young Business Leader of The Year West Africa par CNBC Africa,.
Avant de devenir entrepreneur et de développer la marque Madlyn Cazalis en 2012, Christian a travaillé comme Associate chez Findercod, une Banque d'Affaires à Paris exercant dans le conseil en fusion-acquisition et le Capital-investissement. En 2010, il a travaillé dans la division Corporate Finance du Groupe Quilvest, le Family Office et Fonds de private Equity de la famille Bemberg, avec plus de 7 milliards de dollars d'actifs sous gestion. Il a travaillé essentiellement sur des opérations de fusion-acquisition et de levées de fonds dans de nombreux secteurs tels que les cleantech, la technologie, les médias, l'industrie, les télécommunications, les services financiers et le luxe. Avant cela, il a travaillé à la Société Generale Corporate and Investment Banking comme Analyste Leveraged Buy Out et a passé plusieurs mois au Ministère de l'Économie et des Finances au Cameroun en tant qu'Assistant Chargé d'Etude.
Le 14 juillet 2012, à l'âge de 28 ans, il décide de retourner s'installer au Cameroun,, et démarrer sa propre société cosmétique avec des économies de 1.5 million de FCFA,. Christian a fondé Madlyn Cazalis afin de lutter contre les dangers liés à la dépigmentation de la peau, en encourageant l'usage de produits naturels mieux adaptés aux peaux africaines,. Le principal objectif de Madlyn Cazalis est de lancer de nombreux projets d'investissement en Afrique, afin d'élever les consciences et rendre les africains encore plus fières de leur identité en créant des produits africains de qualités fabriqués localement,.
Il encourage les entrepreneurs africains à promouvoir leurs compétences et images à travers le monde. Interviewé par Le Guardian il dit, "Les jeunes africains sont les promoteurs de leur propre image dans le monde. Nous pouvons porter notre voie et nous exprimer dans le monde en nos propres terme."
Christian est aussi un conférencier international faisant la promotion de l'entrepreneuriat africain,,. Le 23 février 2013, il a pris part au TEDxAkwa à Douala, la première TED Conference organisée en Afrique francophone,.
Depuis 2013, Christian est membre honoraire de la Ligue des Consommateurs Camerounais (LCC).
Le 4 mars 2014, il organisa un Symposium de la beauté à Yaoundé où il a pu rencontrer la Ministre de la Femme et la Promotion de la Famille.
Le 25 avril 2014, Christian a été invité à Libreville par Ali Bongo Ondimba, Président de la République du Gabon afin de partager son expérience entrepreneuriale en Afrique,,,. Il a également été invité à participer à des workshop avec les membres du gouvernement et différents leaders du secteur privé. Ils ont échangé et trouvé des solutions sur le plan économique et social afin d'encourager l'entrepreneuriat jeune africain,.
Le 23 juin 2014, il fut conférencier lors du troisième Youth Forum de la Banque Islamique de Développement, durant le 40ème anniversaire de la Banque Islamique de développement à Djeddah, Arabie Saoudite. Il a été invité pour parler de sa success-story en Afrique. Le thème était : "Youth Entrepreneurship: From Job Seekers to Job Creators",. Le forum incluait de jeunes entrepreneurs, experts en entrepreneuriat jeune, banquiers, investisseurs en capital, mentors, managers de divers incubateurs, membres du corps académique et responsables de la BID issus des pays membres,. Au regard de ses réalisations en tant qu'entrepreneur, il a apporté énormément de valeur aux discussions durant le forum et inspiré de nombreux jeunes aspirant entrepreneurs qui ont participé à celui-ci. Il encourage régulièrement les jeunes avec la phrase : "Commencer Petit, penser Grand",,.
En octobre 2014, Christian a été élu membre du World Entrepreneurship Form à Lyon, France.
En octobre 2014, il fut enseignant vacataire à l'ISCOM, école française leader dans la communication, basée à Paris, où il enseigna un cours sur le Business Model. Il enseigne également de manière temporaire le Management à la Paris School of Business (anciennement ESG School of Management),,.
Le même mois, il fut élu pour 3 ans, au Youth Advisory Board de Brand Africa en Afrique du Sud. C'est un conseil constitué de jeunes influenceurs d'héritage africains et actifs dans le monde public, privé et la société civile avec pour initiatives d'accélérer le développement socio-économique africain. Il a préparé le Youth Prize for Social Entrepreneurship and Innovation, sous le patronage de l'Union Africaine.
Le 8 novembre 2014, il fut paneliste lors de la seconde édition du Global Entrepreneurship Summit à Marrakech (Maroc).
En janvier 2015, Christian était l'un des 9 jeunes entrepreneurs africains sélectionnés par ALN Ventures, l'accélérateur de l'African Leadership Network, créé par Fred Swaniker and Acha Leke. Madlyn Cazalis a été sélectionné parmi les huit jeunes entreprises les plus prometteuses en Afrique, parmi 277 start-ups africaine emmenées à participer à un programme d'accélération de 9 mois en Afrique du Sud Johannesbourg (Afrique du Sud). En Juin 2015, ALN Foundation a pris une participation de 5% au capital de la société Goldsky Partners SARL, maison-mère de la marque Madlyn Cazalis basée sur une valorisation d'un demi-million de dollars,,,,,,,.
En février 2016, Christian est speaker à la 4e édition du Forum International Développement Afrique à Casablanca, au Maroc.
Du 27 au 28 août 2016, il a été invité par l'université de l'Organisation des Nations Unies, le bras académique des Nations unies au 6ᵉ Tokyo International Conference on African Development (TICAD VI) à Nairobi, Kenya. Le TICAD a été créée dans le but de promouvoir une politique de dialogue de haut niveau entre les dirigeants africains et les partenaires du développement. Christian a également eu l'opportunité de rencontrer M. Akinwumi Adesina, Président de la Banque Africaine de Développement,.
En 2018, Madlyn Cazalis a investi 2 millions de dollars dans une nouvelle usine à Yaoundé. Le but est d'accroître ses capacités de production pour le marché local et international, tout en créant plus de 100 emplois.
Le 23 décembre 2023, jour de ses 40 ans il sort un ouvrage autobiographique 40 Principes de l'entrepreneur en Afrique, où il partage son expérience entreuprenariale en Afrique et y prodigue de nombreux conseils.

### Musique
Christian Ngan, auteur, compositeur, producteur et interprète, publie ses deux premiers albums en 2023, à savoir Like Shuga et Séquoia. En 2024, il sort Mamapiano (Club Edition) et La Cité des Ombres, respectivement son troisième et quatrième album.

## Distinctions
En avril 2013, il reçoit un diplôme honorifique délivré par l'Université Catholique d'Afrique Centrale récompensant la promotion des initiatives économiques jeunes en Afrique.
Le 4 février 2014, il a été classé par le magazine Forbes comme l'un des 30 jeune entrepreneur les plus prometteurs en Afrique.
En septembre 2014, le fondateur de Madlyn Cazalis a gagné la compétition "The Get in the Ring – Investment Battle" au Cameroun et a été classé parmi les  "10 start-up les plus prometteuses en Afrique" par BiD Network et Erasmus Centre for Entrepreneurship. La finale africaine s'est tenue à Kigali (Rwanda) and organisée par BiD Network.
Le 8 septembre 2014, il fut le Gagnant du Titans Building Nations Award for Best Small and medium-sized enterprises CEO camerounais délivré par CEO Communications. La cérémonie s'est tenue à Accra (Ghana).
Le 10 septembre 2014, Christian fut nommé Young Business Leader of The Year West Africa par CNBC Africa au All Africa Business Leaders Awards (AABLA) Lagos (Nigeria),.
Dans son édition 2014 du Choiseul 100 des Leaders Economiques Africains de Demain, l'Institut Choiseul a classé Christian parmi "les leaders africains prometteurs, les entrepreneurs à succès, les investisseurs, etc. qui symbolisent le dynamisme et le renouveau du continent entier et suscitent les espoirs d'une génération entière". Cette liste identifie et classe les jeunes leaders africains de moins de 40 ans, qui, dans un futur proche vont jouer un rôle majeur dans le développement de l'Afrique.
Le 28 octobre 2014, il est classé par le Young People in International Affairs (YPIA) dans le "Top 35 Africans under 35 in 2014".
Le 5 janvier 2015, il est classé pour la seconde fois consécutive par le magazine Forbes parmi les 30 jeunes entrepreneurs les plus prometteurs en Afrique.
En septembre 2015, Madlyn Cazalis est classé parmi le Top 50 des start-ups africaines les plus innovantes par le New York Forum, Le Point et France 24.
En octobre 2015, Christian est listé dans le magazine Diva comme l'un des 25 leaders africains 2015.
En mars 2016, Madlyn Cazalis est finaliste du TOTAL Startupper of the Year Challenge,.
En décembre 2017, lors des 60 ans du GICAM (Groupement Inter-Patronal du Cameroun), il a reçu un Prix des mains de André Siaka, ancien Président de l'organisation et ancien Directeur Général des Brasseries du Cameroun, afin de représenter le passage du flambeau à la nouvelle génération d'entrepreneurs camerounais.
En octobre 2018, il a été invité par l'Université de l'Organisation des Nations Unies à Tokyo,Japon afin d'initier un dialogue entre les jeunes entrepreneurs africains et les chercheurs africains faisant la promotion d'un développement industriel durable.
En octobre 2019, il a été juge du Anzisha Prize en Afrique du Sud.Un concours d'entrepreneurs âgés de 15 à 22 ans par équipe. Chaque année 20 finalistes partagent la somme de 100 000 dollars afin d'investir dans une entreprise ou un projet et rejoindre le Anzisha Fellowship Program à travers lequel ils recevront un accompagnement d'experts, leur permettant de développer leur entreprise.